# Universidad Federal de Río Grande del Sur
La Universidad Federal de Río Grande del Sur  (en portugués: Universidade Federal do Rio Grande do Sul o UFRGS) es una universidad pública brasileña, cuya sede principal de ubica en Porto Alegre, capital del estado de Rio Grande do Sul, con más de un siglo de historia. 
La UFRGS mantiene centros de posgrado y estudios de postgrado en las áreas de Educación, Literatura, Ingeniería, Ciencias Exactas, y Ciencias Sociales. La UFRGS cumple un rol innovador en la creación de postgrado a nivel de especialización profesional y de maestría (MBA) en Brasil.

## Historia
La historia de la 'Universidade Federal de Rio Grande do Sul' comienza en 1895 con la fundación de la Escuela de Farmacia y Química, y a continuación, con la Escuela de Ingeniería. De esta manera comenzaba la educación superior en el estado de Rio Grande do Sul. También en el siglo XIX fueron fundadas la Facultad de Medicina de Porto Alegre y la Facultad de Derecho que, en 1900, inauguró los cursos humanísticos en el Estado. Pero solamente el 28 de noviembre de 1934 fue creada la Universidade de Porto Alegre, formada inicialmente por la Escuela de Ingeniería, con los Institutos de Astronomía, Electrotécnica y Química Industrial; Facultad de Medicina, con las Escuelas de Odontología y Farmacia; Facultad de Derecho, con su Escuela de Comercio; Facultad de Agronomía y Veterinaria; Facultad de Filosofía, Ciencias y Letras; y por el Instituto de Bellas Artes. El año 1947 fue muy importante en la transformación de esta Universidad, que pasó a ser denominada Universidade do Rio Grande do Sul, URGS, incorporando las Facultades de Derecho y de Odontología de Pelotas y la Facultad de Farmacia de Santa Maria. Posteriormente, esas unidades fueron desincorporadas de URGS con la creación de la Universidade de Pelotas y de la Universidade Federal de Santa Maria. En diciembre de 1950, la Universidad fue federalizada, pasando a la esfera administrativa de la Unión. Desde aquel entonces, UFRGS - Universidade Federal do Rio Grande do Sul, pasó a ocupar una posición de destaque en el escenario nacional con uno de los mayores presupuestos del Estado de Rio Grande do Sul y, llevando en consideración el número de profesores, como la primera en publicaciones y la segunda en producción científica entre las universidades federales.

## Estructura
Su estructura está formada por Órganos de la Administración Superior, Hospital Universitario, Unidades Universitarias, Institutos Especializados y Centros de Estudios Interdisciplinarios. La Administración Superior comprende el Consejo Universitario (CONSUN), el Consejo de Enseñanza, Investigación y Extensión (CEPE), el Consejo de Curadores (CONCUR) y el Rectorado. UFRGS posee además la Escuela Técnica y el Colegio de Aplicación, que son responsables por la educación básica y profesional.

## Investigación científica
La Universidad ha contribuido a la preservación e investigación científica de los sitios paleontológicos de la ciudad como el geoparque de Paleorrota.